# 扁柄草属
扁柄草属（学名：Lallemantia）是唇形科下的一个属，为一年生或二年生草本植物。该属共有5种，分布于俄罗斯、伊朗、阿富汗、巴基斯坦。